# Rental Magica
Rental Magica (jap. レンタルマギカ Rentaru Magika) – seria light novel napisana przez Makoto Sandę. 
Na podstawie powieści powstały dwie serie mangi oraz seria anime. Anime zostało stworzone przez studio Zexcs i było emitowane od 7 października 2007 roku do 23 marca 2008 roku. 

## Fabuła
Itsuki Iba odziedziczył sklep magiczny Astral po dziadku, który zniknął w tajemniczych okolicznościach. Chłopak jest niestety bardzo nieporadny, nieśmiały i bojaźliwy, przez co nie potrafi twardą ręką utrzymać rodzinnego interesu. Nosi opaskę na prawym oku, które jest siedzibą demonicznej mocy. Gdy Itsuki zdejmie opaskę, ujawnia się demon, a Iba zyskuje nadludzką siłę i bez trudu pokonuje wrogów. Jednak nadużywanie tej mocy powoduje bardzo duże osłabienie, więc nie może on bez przerwy stawać się zorganizowanym, oschłym demonem. Prócz tego w Rental Magica występują również postacie, które są członkami firmy Astral i przyjaciółmi Itsukiego, między innymi Honami, Adilicia Ren Mathers z firmy magicznej Goetia, Ren Nekoyashiki, Mikan oraz Kuroha (będąca duchem) i Sekiren.